# Ба, Индай
Индай Ба (англ. Inday Ba; 10 августа 1972, Гётеборге, Швеция — 26 апреля 2005, Лондон, Англия), также известная как Н’Дайе Ба, — шведско-британская актриса кино, театра и телевидения сенегальского происхождения.
Одной из её заметных ролей в шведском кино стала роль Хиллеви в романтической комедии «Встреча выпускников» (2002) в дуэте с Бьёрном Чьелльманом. С 2002 по 2003 год играла детектива Лизу Вест в сериале «Испытание и возмездие».

## Ранние годы
Родилась в районе Ангеред шведского города Гётеборг. Мать — шведка Кристина Юханссон (англ. Christina Johansson). Отец — сенегалец. Родители развелись, когда ей был один год. Она осталась на попечении матери, с которой у неё сложились близкие отношения.
Когда ей исполнилось восемь лет, она вместе с матерью переехала на несколько лет в Баварию. Позже они вернулись в Швецию в небольшой городок Тролльхеттан, где она закончила среднюю школу. В 1992 году она переехала в Лондон, а в 1993 году была принята в Академию Уэббера Дугласа. Чтобы улучшить свой английский, она работала в ресторанах и барах. В 1993 году её мать переехала к ней в Лондон.

## Карьера
С детства Ба тянулась к сцене и развлекала окружающих, «играя обезьянку» на вечеринках.
В 1996 году она окончила Академию Уэббера Дугласа и вскоре получила роль в ситкоме. В 1998 году она переехала в Лос-Анджелес, надеясь сделать карьеру в Голливуде, однако там она добилась меньших успехов (позже она говорила, что «американская мечта сбывается только во сне»), и в 2000 году вернулась в Лондон, когда у её матери диагностировали лейкемию.
В 2001 году она познакомилась с режиссёром Джонатаном Клементсом (англ. Jonathan Clements), за которого вышла замуж в 2002 году.

## Болезнь и смерть
Н'Дайе Ба начала ощущать ухудшение здоровья ещё во время жизни в Лос-Анджелесе, а после возвращения в Лондон недомогания усилились. После нескольких лет неправильных диагнозов, лишь в конце 2002 года, вскоре после свадьбы, ей поставили диагноз — волчанка. В декабре у неё развилась почечная недостаточность, а в начале 2003 года пара рассталась (по её собственной инициативе). Несмотря на своё состояние, Ба сумела продолжить актёрскую карьеру, хотя и с тяжёлыми рецидивами болезни.
Скончалась в апреле 2005 года в Лондоне, вскоре после съёмок в драматическом сериале ITV «Иерихон» (2004). Бала кремирована в Лондоне, а прах развеян у побережья Швеции.

### Съёмка документального фильма
В попытке рассказать о болезни и просветить общественность о её тяжёлых последствиях, Н'Дайе, при поддержке матери, решает задокументировать на домашнюю видеокамеру своё состояние, лечение и медицинские процедуры, которым она подвергалась. Этот документальный фильм под названием «Волк внутри» (англ. The Wolf Inside). начали снимать летом 2004 года. Результатом стала трогательная лента, показывающая как физические, так и эмоциональные страдания Ба, а также тот факт, что её мать Кристина одновременно боролась с лейкемией. Фильм был удостоен оваций три года спустя после смерти Н'Дайе на церемонии вручения наград Британской академии кино и телевизионных искусств (BAFTA).